# Micro (geslacht)
Micro is een geslacht van hooiwagens uit de familie Zalmoxioidae.
De wetenschappelijke naam Micro is voor het eerst geldig gepubliceerd door M. A. González-Sponga in 1987. 

## Soorten
Micro is monotypisch en omvat slechts de volgende soort:
- Micro obtusangulus